# Mundargi
Mundargi är en ort i Indien.   Den ligger i distriktet Gadag och delstaten Karnataka, i den södra delen av landet, 1 500 km söder om huvudstaden New Delhi. Mundargi ligger 534 meter över havet och antalet invånare är 21 826.
Terrängen runt Mundargi är platt. Runt Mundargi är det tätbefolkat, med 266 invånare per kvadratkilometer. Mundargi är det största samhället i trakten. Trakten runt Mundargi består till största delen av jordbruksmark.